# Mehdi Léris
Mehdi Pascal Marcel Léris (ur. 23 maja 1998 w Mont-de-Marsan) – francuski piłkarz algierskiego pochodzenia występujący na pozycji pomocnika we włoskim klubie Pisa SC. Wychowanek Chievo, w trakcie swojej kariery grał także w Sampdorii i Brescii Calcio.